# Acanthoderes daviesii
Acanthoderes daviesii är en skalbaggsart som först beskrevs av Nils Samuel Swederus 1787.  Acanthoderes daviesii ingår i släktet Acanthoderes och familjen långhorningar.
Artens utbredningsområde är:
- Belize.
- Guyana.
- Honduras.
- Surinam.

Inga underarter finns listade i Catalogue of Life.